# Eucryphiaceae
Eucryphiaceae is een botanische naam, voor een familie van tweezaadlobbige planten. Een familie onder deze naam wordt de laatste decennia met enige regelmaat erkend door systemen voor plantentaxonomie, maar niet door het APG-systeem (1998) en het APG II-systeem (2003). Deze laatste systemen plaatsen de betreffende planten in de familie Cunoniaceae.
Het Cronquist systeem (1981) erkende wel zo'n familie en plaatste haar in de orde Rosales. Het gaat dan om een heel kleine familie van bomen die voorkomen in zuidelijk Zuid-Amerika en Australië.